# Christopher Bailey
Christopher Bailey (Yorkshire, 1971) è uno stilista britannico.

## Biografia
Direttore Creativo di Burberry fino alla fine del 2017, è stato il responsabile dell'immagine del marchio sotto ogni aspetto, incluse le campagne pubblicitarie, la direzione artistica dell'azienda, il design dei negozi oltre naturalmente a tutte le collezioni di abiti e prodotti Burberry.
Bailey, che aveva 38 anni nel 2009, è nato nello Yorkshire, figlio di un carpentiere e di una vetrinista di Marks and Spencer. Nel 1994 si è diplomato al Royal College of Art del quale è diventato membro onorario nel 2004. Dal 1994 al 1996 è stato Stilista delle collezioni donna per Donna Karan e Capo Stilista delle collezioni Donna per Gucci a Milano dal 1996 al 2001. Si è legato a Burberry nel Maggio 2001 in qualità di Direttore Creativo ed è poi diventato capo Direttore Creativo nel Novembre del 2009. A Bailey viene riconosciuto di aver ribaltato le sorti dell'azienda.
Nel 2008, Bailey, assieme all'Amministratrice Delegata di Burberry Angela Ahrendts, ha creato la Burberry Foundation, con l'obiettivo di dedicare risorse globali per aiutare dei giovani a realizzare i propri sogni e raggiungere i propri scopi attraverso il potere della loro creatività. La Burberry Foundation investe le sue risorse globali in attività di beneficenza selezionate accuratamente per dare supporto ai giovani delle città chiave che fanno parte delle aree dove la maggior parte degli impiegati di Burberry vive e lavora, e dare loro la possibilità di partecipare ad attività di volontariato sul campo sponsorizzate da Burberry attraverso le fondazioni patrocinate.
Bailey ha anche supervisionato la progettazione e la costruzione del nuovo quartier generale londinese di 15000 metri quadrati e di quello della divisione americana di Burberry, ubicato al 444 Madison di New York.
Dal 2009 ha una relazione con l'attore Simon Woods.

## Riconoscimenti
2009 -
Stilista dell'anno, British Fashion Awards (UK)

2008 -
Stilista per uomo dell'Anno 2008, British Fashion Awards (UK)

2007 -
Stilista per uomo dell'Anno 2007, British Fashion Awards (UK); Dottorato onorario in Scienza alla University of Huddersfield, Yorkshire

2006 -
Dottorato onorario dell'University of Westminster, dove Bailey si è laureato nel 1990.

2005 -
Stilista dell'Anno, British Fashion Awards (UK)

2004 -
Membro Onorario del Royal College of Art, dove Bailey si è diplomato nel 1994